# Eenum
Eenum (Gronings: Ainum, Ainem of Aimen) is een klein dorp in de gemeente Eemsdelta in de Nederlandse provincie Groningen. Het ligt twee kilometer ten noordoosten van Loppersum. Het heeft ongeveer 90 inwoners (CBS 2023).

## Geografie
Eenum is gebouwd op en rond een radiaire wierde, die vroeger geflankeerd werd door de wierden De Knol en de Eenumerhoogte en net als de omliggende dorpen gelegen is op de kwelderwal van Usquert naar Ten Post en die in de middeleeuwen de oeverzone vormde van de Fivelboezem. Delen van de wierde zijn afgegraven.
Door het oosten van het dorp stroomt een maar, dat ten noorden van het dorp (richting Zeerijp) Zeerijpstermaar genoemd wordt en ten zuiden van het dorp Eenumermaar.
Ten zuiden van het dorp loopt de spoorlijn Groningen - Delfzijl. Van 1884 tot 1938 heeft Eenum een eigen halte aan deze lijn gehad, stopplaats Eenum. Tegenwoordig wordt het dorp aangedaan door een buurtbus.

## Geschiedenis

### Vroege bewoning
Onderzoek heeft aangetoond dat de wierde van Eenum al in 500 v.Chr. bewoond werd. Bij de afgravingen werden Romeinse voorwerpen gevonden uit de derde of de vierde eeuw, waaronder een ivoren mesheft met een borstbeeld van waarschijnlijk een Romeinse keizer uit deze periode.
Eenum wordt (in een 12e-eeuwse kopie) in 1040 als Enon genoemd, toen koning Hendrik III de goederen van een zekere Uffo en zijn broers, gelegen te Eenum en het nabijgelegen Leermens, schonk aan de bisschop van Utrecht Bernold. Andere namen uit die tijd zijn Einon (9e of 10e eeuw) en Enun (11e eeuw). De herkomst van de naam is onbekend. Verklaringen zoeken het in een waternaam of mansnaam Agino of Agin. Een verklaring voor een uitgang op -heem ('heem van Aine') of -ham ("hoek aangeslibt land" of "grasland aan een water") wordt tegenwoordig niet meer aannemelijk geacht omdat er in oude namen geen sporen zijn voor een uitgang op die naam.

### Borg en stinswier

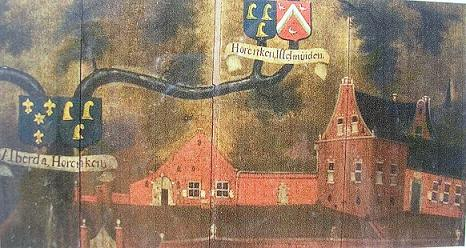
Het Huis te Eenum op de Kwartierstaat van de families Alberda en Horenken

Eenum had een borg genaamd Huis te Eenum. In de 16e eeuw wist de familie Ubbena steeds meer rechten in het dorp te verwerven, onder andere door deze over te kopen van familie uit het huis Bolsiersema. In 1639 wordt de borg voor het eerst genoemd. Het omvatte toen 37 grazen land. In de 17e eeuw kwam de borg door vererving in handen van de familie Alberda van de Alberdaheerd. Na 1744 werd de borg steeds minder bewoond, doordat de toenmalige eigenaresse meestal met haar man op Nienoord vertoefde. Na haar dood werd de borg in 1800 op afbraak verkocht. Het bijbehorende schathuis verdween later die eeuw grotendeels, waarna vanaf 1880 de borgstee werd afgegraven. Het huisje ten zuiden van de borgstee (Kerkpad 8) vormt een restant van het schathuis. Twee vazen van de borg kregen een plekje op het dak van de boerderij aan de Bosweg 4.
Aan de weg naar Zeerijp bevonden zich lange tijd de restanten van de middeleeuwse stinswier De Knol, die begin 19e eeuw nog ongeveer 5 meter hoog was, maar later die eeuw volledig is afgegraven.

### Wierdeafgravingen
Vanaf de tweede helft van de 19e eeuw werd de wierde van Eenum in fasen afgegraven. Het noordelijke deel van de wierde werd deels afgegraven tussen 1880 en 1885. Het westelijke deel hiervan was vroeger een aparte wierde met de naam De Knol. Rond 1880 werd ook de borgstee van het Huis te Eenum afgegraven. Tussen 1917 en 1940 werd het restant van de wierde afgegraven, waarvoor in 1919 ook de weem werd afgebroken. Deze afgraving en de sloop van de weem zijn uitgebreid gefotografeerd. Tussen 1915 en 1925 werd het deel van de wierde afgegraven waar nu de ijsbaan ligt en tussen 1910 en 1930 het noordelijke deel van de wierde Eenumerhoogte.

### Landbouw en middenstand
In de vroege 20e eeuw stond het dorp bekend om haar boomgaarden. Rond Eenum stonden veel hoogstambomen met appels, kersen, peren en pruimen met een onderteelt van bessenstruiken. Het dorp had een eigen appelras met de naam 'Renet van Eenum'. Ook had het dorp vanaf 1902 een eigen veiling voor vruchten genaamd Pomona, die in 1922 werd verplaatst naar Loppersum. In de jaren 1960 nam de vraag naar de rassen uit Eenum af ten gunste van laagstamrassen en daalden de prijzen. De kwekers uit Eenum konden te weinig schaalvergroting toepassen en lieten hun boomgaarden daarop grotendeels rooien. De grote stukken bouwterrein die ervoor in de plaats kwamen leidden echter niet tot de bouw van meer woningen. In het dorp bevond zich ook een snijboon- en zuurkoolinmaakbedrijf. In de tweede helft van de 20e eeuw zette de mechanisering steeds verder door en nam het aantal landbouwbedrijven af. In 2005 waren er nog drie akkerbouwers in bedrijf.
De middenstand van het dorp bestond begin 20e eeuw onder andere uit een smederij (tevens loodgieter en fietsenmaker), een timmerman, een winkel in galanterieën, een ververij (annex snoepwinkel) en drie cafés (waarvan er twee tevens bakker waren en een ook kruidenier was). De IJzerbaan in het dorp is vernoemd naar de ijzeren platen die er vroeger lagen om insporen te voorkomen wanneer er vanuit de haven ijzer voor de smederij werd opgehaald. Het laatste café aan de Oosterwijtwerderweg1 ('café Bosker') verdween in 1991, waarna door bewoners in 1993 zelf dorpshuis 'De Schans' werd gebouwd. Het haventje van het dorp was in gebruik tot rond 1940 de wierdeafgravingen stopten. In 1972 werd de til bij de zwaaikom in de Eenumermaar vervangen door een duiker.

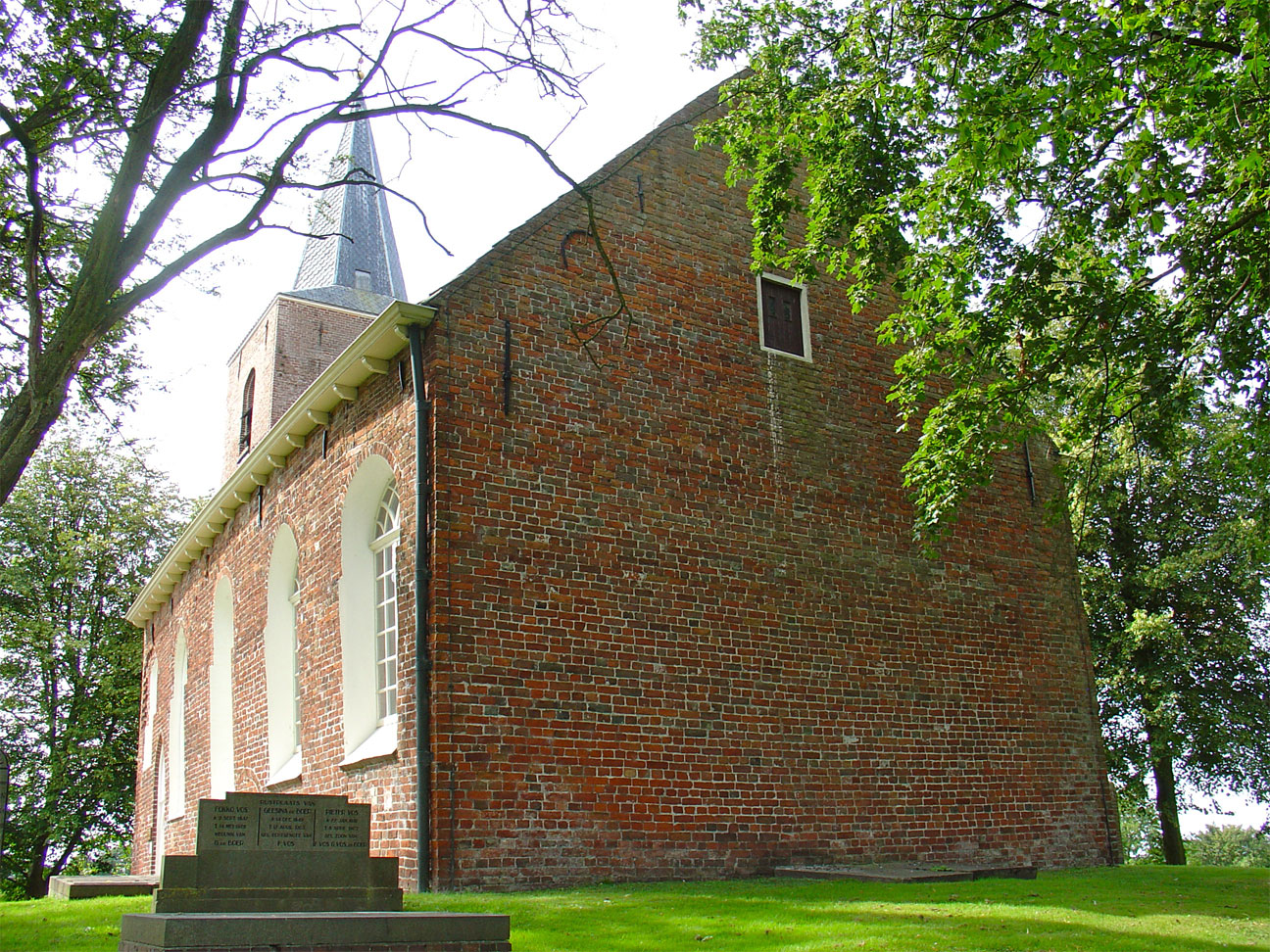
Het romaanse kerkje van Eenum
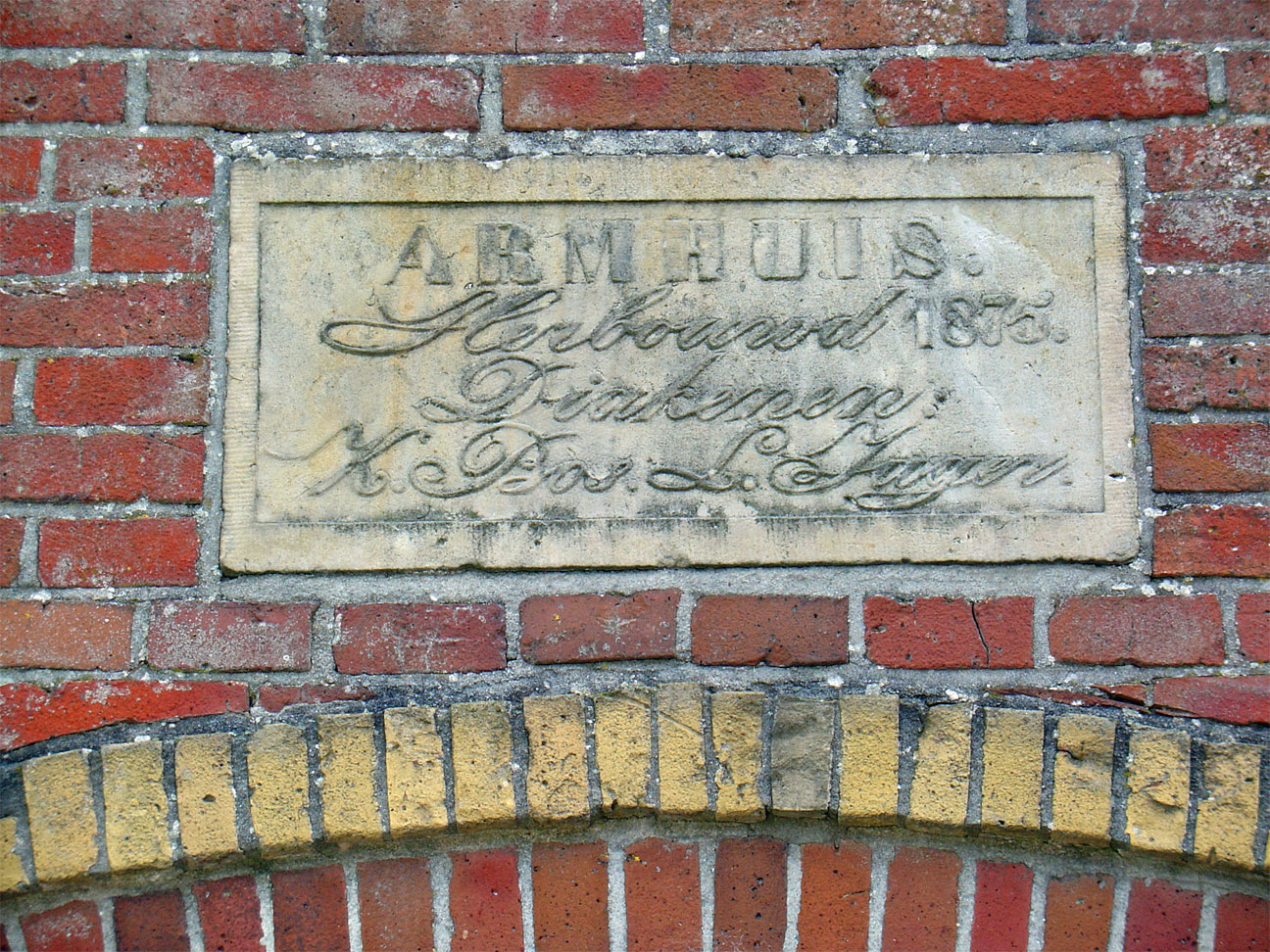
Het voormalige armhuis van de diaconie van Eenum

## Bevolkingsontwikkeling
|                                                                     |
| ■ Data afkomstig van volkstellingen.nl ■ Data afkomstig van het CBS |

De bevolking van Eenum is in de laatste decennia gedaald als gevolg van een licht gedaalde woningvoorraad en toenemende vergrijzing. De ruim 40 huizen in het dorp betreffen enkel koopwoningen.

## Gebouwen

### Kerk
Op de wierde staat een kerkje uit het laatste kwart van de twaalfde eeuw. De meeste Groninger kerken behoren tot de romanogotiek, maar de romaanse kerk van Eenum is een van de uitzonderingen. Het kerkje, vermoedelijk het oudste nog bestaande bakstenen kerkgebouw in de provincie Groningen, is tegenwoordig een van de trouwlocaties van de gemeente Eemsdelta. Het kerkorgel is in 1703 gebouwd door Arp Schnitger.

### Pastorie, kosterij, school, armenhuis en begraafplaats
In het noorden van het dorp stond vroeger de weem (pastorieboerderij). Deze pastorieboerderij werd in 1919 afgebroken, nadat in 1912 een nieuwe pastorie was gebouwd aan de Hogeweg 6 aan zuidzijde van het dorp. De bouw van deze pastorie geschiedde op kosten van de boer die de wierde afgroef waarop de vroegere weem was gebouwd. Naast de kerk staat de vroegere 19e-eeuwse kosterij (Kerkpad 12) met Kösters toen, een voor het publiek deels toegankelijke siertuin. De school werd in 1889 vanuit de kosterij verplaatst naar een nieuw schoolgebouw aan de Hogeweg 2, dat echter al in 1935 werd gesloten. De kinderen gingen toen naar de gezamenlijke school van Eenum, Leermens en Oosterwijtwerd aan de Dieftil. Naast deze voormalige school staat het voormalige meestershuis (Hogeweg 4).
Het vroegere armenhuis (ook wel gasthuis genoemd) van de diaconie staat aan de Oosterwijtwerderweg 2, aan zuidzijde van het dorp en dateert blijkens een gevelsteen uit 1875. Er woonden vroeger 4 gezinnen in met tot 10 kinderen elk.
Aan de Bosweg ten noordwesten van Eenum ligt de begraafplaats van het dorp, die in 1914 in gebruik werd genomen. Toen werd ook het erbij behorende baarhuisje gebouwd.

### Boerderijen
Ten zuiden van het dorp, aan de Hogeweg 8, staat de kop-hals-rompboerderij Randelweer uit 1859, die tegenwoordig een rijksmonument vormt. De boerderij is gebouwd op een kleine wierde die in 1448 voor het eerst wordt genoemd. Het voorhuis dateert blijkens een gevelsteen waarschijnlijk uit 1926. Ten zuidoosten van het dorp, aan de Oosterwijtwerderweg 6, staat de omgrachte driekapsboerderij Elema van rond 1870.

## Geboren
- Tonnis Klaas Land (1810-1869), burgemeester